# Aleksandrów (powiat gostyniński)
Aleksandrów – wieś sołecka w Polsce położona w województwie mazowieckim, w powiecie gostynińskim, w gminie Sanniki.
Przez miejscowość przebiega droga wojewódzka nr 583 łącząca Bedlno z Sannikami.
W latach 1975–1998 miejscowość należała administracyjnie do województwa płockiego.